# Alfa Romeo Giulia TZ
Alfa Romeo Giulia TZ (також відома як Alfa Romeo TZ або Tubolare Zagato) - маленький спортивний автомобіль, який виробляється Alfa Romeo в 1963-1967 роках. Ця модель замінила Giulietta SZ.

## TZ

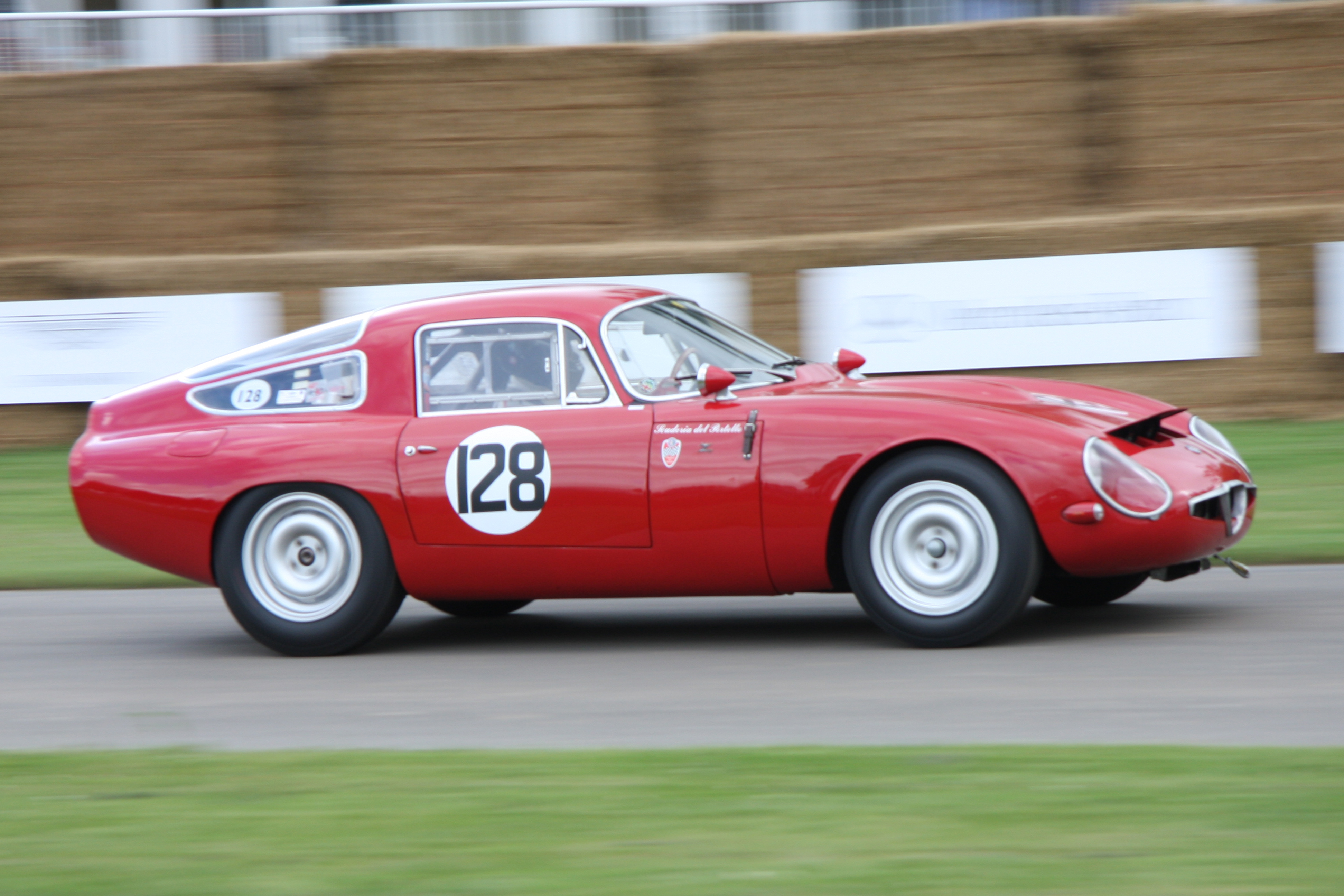
Alfa Romeo TZ

Оригінальна модель TZ, яка називається іноді як TZ1, відрізняється від наступної TZ2, незважаючи на те, що обидві моделі були розроблені придворним ательє Autodelta, під керівництвом колишнього інженера Феррарі Карло Кіті. Автомобіль оснащувався двигуном Twin Cam об'ємом 1570 см³. А також оснащувалась іншими механічними компонентами, що перейшли від Alfa Romeo Giulia, що носила номер серії шасі - 105. Модель TZ - це спроба створити спортивний гоночний автомобіль з трубноплавним шасі та легким алюмінієвим кузовом, дисковими гальмами та незалежною підвіскою. Через війну легковажне купе важило лише 650 кг (1,400 фунтов) і розвивала максимальну швидкість 216 км/год. TZ мала версію для звичайного користування та версію для гоночних змагань. Причому остання гоночна версія видавала 160 к.с. (120 кВт). Двигун від компанії з двома свічками на циліндр Twin Spark, який також використовувався на GTA, був доопрацьований під швидкість на TZ. Стандартна Alfa Romeo Giulia мала легкосплавний блок із сітчастої сталі, який був встановлений під кутом для покращеного повітряного потоку.
Автомобіль дебютував на FISA за Кубок Монці, де моделі TZ зайняли перші чотири місця у категорії "прототип". На початку 1964 року TZ було допущено до категорії Гран Туризмо. Після допуску до категорії, модель виграла багато класових подій у Європі та Північній Америці. Починаючи з першої TZ, було зібрано 112 автомобілів у період з 1963 по 1965 роки. Побудована свого часу обмежена кількість автомобілів TZ, сьогодні вважаються колекційними, і ціна на них коливається в районі 150,000 - 200,000 доларів США.
- 1,570 см³ Чотирьохциліндровий двигун DOHC потужністю 112 к.с. (82 кВт) при 6500 об/хв – дорожня версія, 160 к.с. (118 кВт) - гоночна версія.

## TZ2

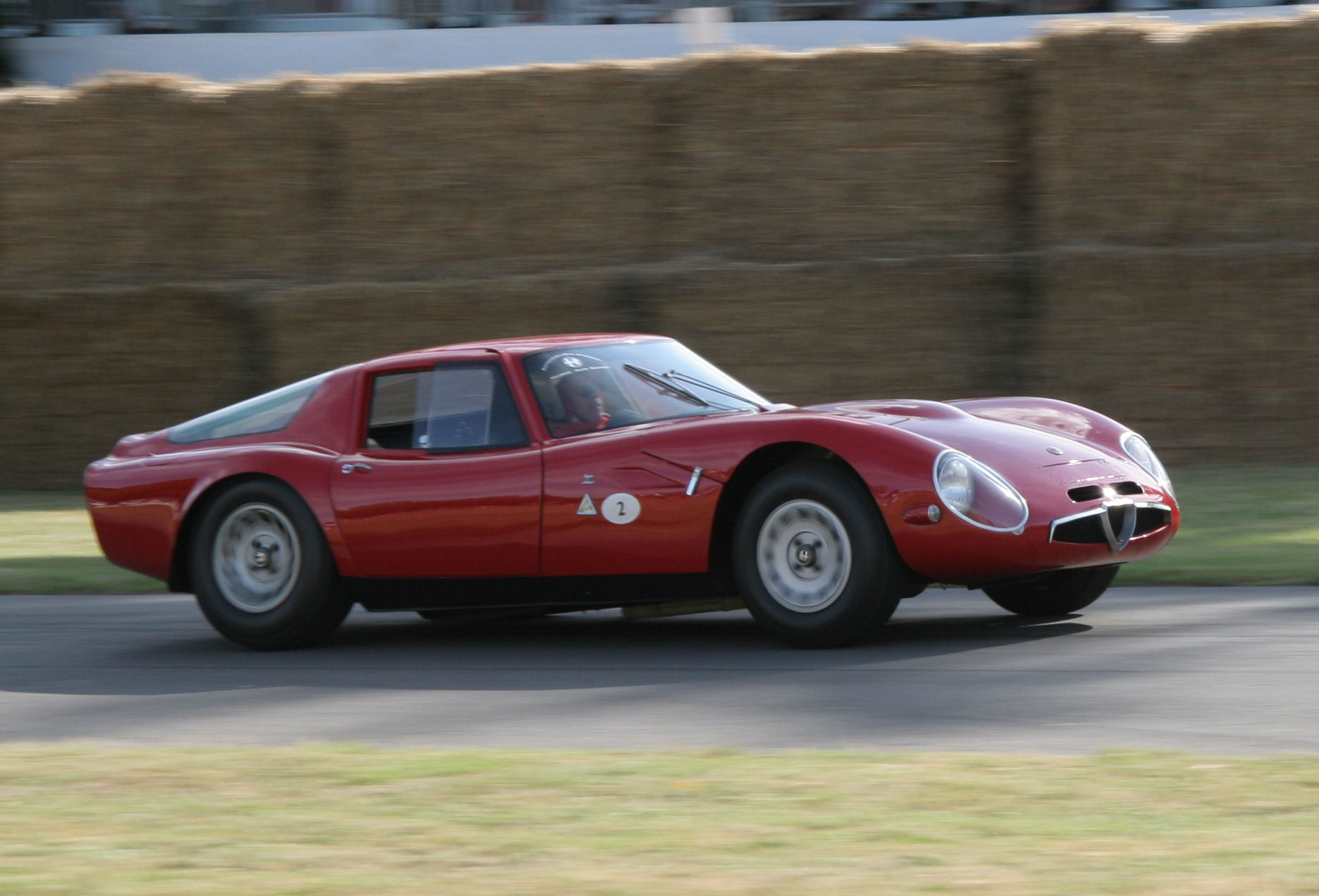
Alfa Romeo TZ2

У 1965 році автомобіль був оновлений новим кузовом зі скловолокна, що забезпечує зниження опору та зниження ваги (620 кг). Ця нова версія була також розроблена Zagato. Новий дизайн було названо Alfa Romeo Giulia TZ2. TZ2 була побудована тільки для гонок, підготовлена Autodelta, із встановленими здвоєним запаленням, сухим мастилом картера. У результаті двигун став виробляти близько 170 к.с. (130 кВт). З цим двигуном автомобіль досягав максимальної швидкості 152 милі/годину (245 км/год). Заднє скло було змінено, тепер скло було цільним, а не складалося з трьох частин як на TZ. Модернізація моделей TZ зупинилася у 1965 році, внаслідок організації нової гоночної програми GTA. Було побудовано всього лише 12 екземплярів TZ2.
- 1,570 см³ Чотирьохциліндровий двигун DOHC (з двома свічками на циліндр — загалом 8 свічок) потужністю 170 к.с. (125 кВт) при 7000 об/хв.

### Нагороди
Автомобіль виграв престижний трофей у класі Гран Туризмо на конкурсі Pebble Beach Concours d'Elegance у 2009 році. В результаті автомобіль було створено у комп'ютерній грі Gran Turismo 5.